# Microstylum mydas
Microstylum mydas là một loài ruồi trong họ Asilidae. Microstylum mydas được Engel miêu tả năm 1932. Loài này phân bố ở vùng nhiệt đới châu Phi.